# 日本習字教育財団
公益財団法人日本習字教育財団（こうえきざいだんほうじんにほんしゅうじきょういくざいだん）は、書道教育および書道文化の推進を目的とする日本の公益財団法人。1953年に前身組織である西日本書道通信学会が原田観峰により設立され、1985年に日本習字教育財団が設立された。書道教育や文化の推進のほか、原田観峰を記念する博物館観峰館の管理運営なども行う。

## 活動内容
1953年に原田観峰が西日本書道通信学会を設立した際の「正しい美しい愛の習字」という基本理念の下、書道教育と書道文化の推進・国際交流の促進を目的としている。事業としては書道の通信教育と実習指導、展覧会の開催、書道に関する出版物の刊行、書道に関する資料の調査研究活動とその助成などがある。書道展は「公募日本習字展」「公募日本習字硬筆展」「観梅展」の3つが開催されている。
資料の調査研究については他の博物館や大学との共同研究を展開しており、観峰館を活用して出版物の刊行や資料の修復・データベース化を行っている。観峰館では常設展・企画展・図録の出版などの活動のほか、体験学習や各種イベントも開催されている。
研究活動の助成は日本語論文を発表できる者で、かつ学校教育機関の教員・指導教官からの推薦を受けた大学院生・各種学会または研究団体の会員・館長などから推薦を受けた登録博物館または博物館相当施設の職員などが対象者とされ、募集がかけられている。

### 教育
4月号から翌年3月号までの年度受講を基本とし、毎月配布される教材を元に学習する。なお、書写技能基礎講座の楷書篇と行書篇はそれぞれ半年、書道臨書講座の楷書Iは5ヶ月を基本単位とする。書道臨書講座の楷書IIを合わせ、これら4つは文部科学省の認定を受けている。この4つ以外のコースには、成人向きのものにはそれぞれ1年度を基本単位とする漢字部・かな部・ペン部・くらしの書・墨画部・臨書部があり、それとは別に幼児・児童・生徒向けの各学年に合わせたコースが存在する。
講座には段級位が設定されており、審査基準に従った添削を経て段級位の認定が判断される。段級位は下から8級から1級、準初段を経て初段、準二段、と昇段していく。ペン部・かな部の最高段位は五段、漢字部は八段（六段以上は試験制）、臨書部は六段である。幼児部・小学部・中学部の最高段位は八段で、八段は別途試験により昇段が判断される。段位に関連して師範認定も行われており、師範認定合格者に対しては免許状が交付される。例えば、四段では成人の受講者に対して教室を開講することが可能である。

#### 著名な受講者
- 竹内朱莉（アイドル、2020年8月時点で四段[7][8]）
- 高田ぽる子（お笑いタレント、2021年2月時点で二段[9]）
- 渋野日向子（ゴルフ選手、2020年1月時点で準二段[10][注 2]）

## 沿革
- 1953年12月 - 原田観峰が西日本書道通信学会を設立。
- 1963年3月 - 西日本習字教育連盟に改称。
- 1966年10月 - 日本習教育連盟に改称。
- 1977年4月 - 滋賀県永源寺町（現東近江市）に研修施設すめら学園を設立。
- 1985年12月 - 日本習字教育財団の設立を文部省が許可。
- 1994年4月 - 福岡県福岡市西区に研修施設伊都の里研修所を設立。
- 1995年10月 - 滋賀県東近江市に観峰館を開館。
- 2013年9月 - 11月2日を「習字の日」に認定。

## 事務所
福岡事務所
所在地 - 福岡県福岡市中央区赤坂二丁目6番11号　日本習字ビル
東京事務所
所在地 - 東京都千代田区九段北四丁目2番11号　第2星光ビル4F
京都事務所
所在地 - 京都府京都市左京区岡崎南御所町35番地の15　観峰会館